# قائمة مؤلفات يوسف القرضاوي
للشيخ يوسف القرضاوي مئات من المؤلفات من الكتب والرسائل والعديد من الفتاوى كما قام بتسجيل العديد من حلقات البرامج الدينية منها التسجيلية والحية.
هذه قائمة ببعض المؤلفات التي كتبها:

## الحلال والحرام في الإسلام
يتناول الكتاب مجموعة منتقاه من المعاملات والعادات الاجتماعية وحكمها الشرعي من حيث اباحتها وحرمتها فقط بينما لا يتطرق للبحث الفقهي العميق في كل قضية على حدى.

## فتاوى معاصرة
فتاوى معاصرة كتاب من تأليف الدكتور يوسف القرضاوي في ثلاثة أجزاء.

## تيسير الفقه للمسلم المعاصر
لقد جاءت أكثر كتب الأقدمين من الفقهاء صعبة العبارة بعيدة المنال عن مجمل الناس فلابد لها من شارح يدرسها ويحلل عباراتها، وإن الحاجة اليوم ماسة وبالأخص في ظل غياب الفصحى، إلى أن يقدم الفقه وأصوله بشكل ميسر وأسلوب سهل قريب من فهم المسلم المعاصر، وهنا يدعو المؤلف إلى هذا المنهج ويكشف عن سبيل الوصول إليه.

## تيسير فقه الصيام
هذا الكتاب يبحث في الصيام من خلال تشريعه وحكمته وأنواعه، وطرق إثبات الشهر، والأحكام الفقهية للصيام كأصحاب الأعذار وعلى من يجب الصيام، ومفطرات الصائم وما لايفطره وما يستحب للصائم وأمور أخرى في أحكام الصيام على ضوء الكتاب والسنة.

## فقه اللهو والترويح
يجلي فضيلة العلامة الدكتور يوسف القرضاوي في كتابه الجديد «فقه اللهو والترويح» حكم الشرع في الكثير من التساؤلات التي يثيرها البعض في موضوع اللهو والترفيه، خاصة بعدما أمسى هذا الموضوع من الموضوعات الحية والمهمة، التي دخلت حياة الناس في هذا العصر بقوة.

## الاجتهاد في الشريعة الإسلامية
كتاب يعتبر جزء من سلسلة «الفقه وأصوله» التي ألف فيها يوسف القرضاوي ما يزيد على عشرين كتاباً، والذي فيه يلقي الضوء على موضوع الاجتهاد الذي يعطي الشريعة خصوبتها وثراءها.

## المدخل لدراسة الشريعة الإسلامية
هذا الكتاب يُلقي الضوء على معالم شريعة الإسلام وخصائصها، ومقاصدها وتميّزها عن غيرها من الشرائع السماوية والوضعية ن وعوامل السعة والمرونة فيها، مما جعلها أهلاً للخلود، وللصلاحية لكل زمان ومكان. كل ذلك من خلال القرآن وصحيح السُنّة والأمثلة الفقهية الإسلامية.

## من فقه الدولة في الإسلام
من فقه الدولة في الإسلام - مكانتها.. معالمها.. طبيعتها موقفها من الديمقراطية والتعددية والمرأة وغير المسلمين هو كتاب من تأليف الدكتور يوسف القرضاوي.
هذه فصول (في فقه الدولة في الإسلام), وهو فقه قصر فيه المسلمون كثيرا في الأزمة الأخيرة، ولم يعطوه حقه من البحث والاجتهاد، كما أعطوا مجالات الفقه الأخرى، التي توسعت وتضخمت، وخصوصا فقه العبادات يضع هذا الكتاب فكرة أن الإسلام ليس قابلا للتنفيذ ولا يصلح لزماننا قيد النقاش ويحبط هذه الفكرة ويرد على الملحدين في مواضع شتى من الكتاب ويرد على بعض الشبه حول الإسلام والمسلمين ويحبطها

## الفتوى بين الانضباط والتسيب
كتاب من كتب يوسف القرضاوي

## في فقه الأقليات المسلمة
في فقه الأقليات المسلمة حياة المسلمين وسط المجتمعات الاخري كتاب من تأليف الدكتور يوسف القرضاوي.

## فقه الزكاة
كتاب عن معنى الزكاة ونصابها، ومقدارها، ومصارفها، ومتى تجب، وفي أي الأموال تجب. وأهدافها، وزكاة الفطر، والحقوق المترتبة على المال غير الزكاة والفرق بين الزكاة والضريبة، هذه الأمور أمور أخرى كثيرة تتعلق بفريضة الزكاة تجدها في هذا الكتاب من خلال دراسة في ضوء الكتاب والسنة.
وهذا الكتاب هو رسالة الدكتوراة التي نال بها الدكتور القرضاوي درجة العالمية من جامعة الأزهر بتقدير امتياز وذلك سنة 1973.

## فوائد البنوك هي الربا الحرام
الكتاب عبارة عن رسالة علمية فقهية هامة جداً خاصة في الواقع الحالي، يبين فيها مؤلفها الدكتور القرضاوي حقيقة فوائد البنوك وحكمها الشرعي، ويثبت أنها هي الربا الحرام الوارد النهي عنه في التشريع الإسلامي، ويرد فيها على فتوى شيخ الأزهر في إباحة نوع من أنواع هذه الفوائد.

## دور الزكاة في علاج المشكلات الاقتصادية وشروط نجاحها
دور الزكاة في علاج المشكلات الاقتصادية وشروط نجاحها كتاب من تأليف الدكتور يوسف القرضاوي.

## كيف نتعامل مع القرآن العظيم
كيف نتعامل مع القرآن العظيم هو كتاب من تأليف الدكتور يوسف القرضاوي.

## الحياة الربانية والعلم
الحياة الربانية والعلم: كتاب من تأليف الدكتور يوسف القرضاوي ويحاول فيه المؤلف أن يرد التصوف إلى جذوره الإسلامية مستدلا بمحكمات القرآن وصحيح السنة النبوية، واجتهد أيضا في تنقية التصوف الحق مما علق به من شوائب، وشمل الكتاب كذلك خصائص الحياة الربانية والتصوف والعلم.

## النية والإخلاص
النية والإخلاص  كتاب من تأليف الدكتور يوسف القرضاوي

## الإخوان المسلمون سبعون عاما في الدعوة والتربية والجهاد
الإخوان المسلمون سبعون عاما في الدعوة والتربية والجهاد هو كتاب من تأليف الدكتور يوسف القرضاوي صدر عام 1998 أي في الذكرى السبعين لنشأة جماعة الإخوان المسلمين. يتناول فيه المؤلف تاريخ الجماعة منذ نشأتها إلى نهايات القرن العشرين ودورها الدعوي والثقافي والاجتماعي في مصر وسائر بلدان العالم التي يتواجد فيها الإخوان المسلمون.

## الوقت في حياة المسلم
الوقت في حياة المسلم كتاب من تأليف الدكتور يوسف القرضاوي العالم والفقيه الكبير. يوضح هذا الكتاب أن الوقت في حياة المسلم هو نتيجة لما تعلمناه من مبادئ الإسلام وما ندركه من حياة السلف، كما أنه نتيجة لما رأيناه ونراه كل يوم في العالم الإسلامي. إن المسلمون اليوم يضيعون وقتهم وحياتهم فبعد أن كانت قيادة العالم في أيديهم رضوا الآن بالقعود والكسل، ولو أنهم يفقهون الإسلام بصورته الصحيحة لعملوا لهذه الدنيا كما لو أنهم يعيشون أبداً ولعملوا لأخراهم كما لو أنهم يموتون غداً.

## الصحوة الإسلامية وهموم الوطن العربي والإسلامي
الصحوة الإسلامية وهموم الوطن العربي والإسلامي  كتاب من تأليف الدكتور يوسف القرضاوي

## أولويات الحركة الإسلامية في المرحلة القادمة
بحث في أولويات الصحوة الإسلامية في الحاضر والمستقبل على جميع المستويات الاجتماعي والدعوى والتثقيفي والتربوي والفكري والسياسي والعالمي، وعلى مستوى حوار الآخرين من علمانيين وغربيين دينيين أو غير دينيين، وأمور أخرى تتعلق بأولويات الحركة الإسلامية.

## في فقه الأولويات دراسة جديدة في ضوء القرآن والسنة
في فقه الأولويات دراسة جديدة في ضوء القرآن والسنة: كتاب من تأليف الدكتور يوسف القرضاوي

## الإسلام والعلمانية وجها لوجه
يطرح الكتاب رؤية القرضاوي للعلمانية ويرى بان العلمانية لا تشكل بديلاً للإسلام وأن من يطرح الأفكار العلمانية هو الغرب الكافر وأذياله في العالم الإسلامي.

## ملامح المجتمع المسلم الذي ننشده
كتاب ملامح المجتمع المسلم الذي ننشده كتاب من تأليف الدكتور يوسف القرضاوي.
إن هدف الصحوة الإسلامية اليوم هو العمل على إيجاد مجتمع مسلم حقيقي نتمثل فيه مبادئ الإسلام وهذه رسالة هامة تحدد ملامح هذا المجتمع الذي تعمل الصحوة على تحقيقه.

## غير المسلمين في المجتمع الإسلامي
غير المسلمين في المجتمع الإسلامي كتاب من تأليف الدكتور يوسف القرضاوي.
هل يستطيع غير المسلم أن يعيش في المجتمع الإسلامي؟ ماهي حقوقه؟ ماهي واجباته؟ ماذا يقول التاريخ عن هذا الموضوع؟ ماهو الرد على كل مايثار من شبهات حوله؟ للإجابة عن كل هذه الأسئلة وأسئلة أخرى في الموضوع وضع هذا الكتاب.

## شريعة الإسلام صالحة للتطبيق في كل زمان ومكان
شريعة الإسلام صالحة للتطبيق في كل زمان ومكان هو كتاب من تأليف الدكتور يوسف القرضاوي.
يحاول مؤلف الكتاب برهان إمكانية تطبيق الشريعة الإسلامية في كل العصور مجادلا بذلك الآراء التي تعارض التطبيق الحرفي للشريعة الإسلامية في العصر الحالي.

## الصحوة الإسلامية بين الجحود والتطرف
الصحوة الإسلامية بين الجحود والتطرف: لقد أخذت ظاهرة ما سمّي «بالتطرف» من الاهتمام والدراسات مالم يأخذه غيرها لاختلاف الآراء حولها وكثرة الدلاء التي أدليت فيه، وهذا الكتاب يتميز في دراسته لها باعتبارها إفراز طبيعي لعدة عناصر، ويفضح التضخيم الذي يمارسه الأعداء المغرضين ضد الإسلام في قضية الإرهاب، كما أنه جاء بالحلول التي من شأنها أن ترعى مسيرة الصحوة، وتعينها على الاستمرار والعطاء.

## الصحوة الإسلامية بين الاختلاف المشروع والتفرق المذموم
الصحوة الإسلامية بين الاختلاف المشروع والتفرق المذموم كتاب من تأليف الدكتور يوسف القرضاوي.
الاختلاف جائز في الإسلام، لكن متى يكون جائزاً، ومتى يكون محرماً؟ وأين موقع الصحوة من هذين النوعين، هذا بحث في أنواع الاختلاف وأسبابه وآدابه ومحاذيره، وموقع الصحوة الإسلامية من ذلك.

## من أجل صحوة راشدة تجدد الدين وتنهض بالدنيا
من أجل صحوة راشدة تجدد الدين.. وتنهض بالدنيا كتاب من تأليف الدكتور يوسف القرضاوي.

## تاريخنا المفترى عليه
تاريخنا المفترى عليه كتاب قيم من تأليف الشيخ يوسف القرضاوي.
يعد التاريخ ذاكرة الأمة، وليس مجرد سجل للمعلومات والحوادث، ولهذا فإن أعداء الأمة يريدون أن يمحوا ذاكرتنا التاريخية حتى يسهل لهم فصل هذه الأجيال الناشئة عن ماضيها التليد، وإذا كانت كل أمة من أمم الدنيا لابد أن تعتز بتاريخها.

## نحن والغرب
جمع الدكتور يوسف القرضاوي عددا من الحوارات عن المسلمين والغرب، بالإضافة لمجموعة أسئلة محرجة أو شائكة مع ردود عليها بأجوبة بيّنة وحاسمة. يحوي الكتاب 208 صفحة.

## الدين والسياسة
الدين والسياسة..(تأصيل ورد شبهات) هو أحد أحدث إصدارات الدكتور يوسف القرضاوي. تناول فيه قضية شغلت اهتمام العديد من الباحثين والمفكرين ورجال الدين في العالم الإسلامي والغربي، ويسعى فضيلته لتوضيح طبيعة العلاقة بين الدين والسياسة، ويرد بهذا على شبهات العلمانيين ورفضهم الربط بينهما.

## الحلول المستوردة
الحلول المستوردة كتاب من تأليف الدكتور يوسف القرضاوي.
في ظل غياب الطرح الإسلامي عن واقع التطبيق كثر استيراد الحلول كالطرح الليبرالي والطرح الاشتراكي وغيرها وهذا الكتاب يتكلم عن فشل هذه الطروحات في تحقيقها للحل المرجو على مختلف المجالات، مما أثر سلباً على أمتنا الإسلامية.

## الحل الإسلامي فريضة وضرورة
الحل الإسلامي فريضة وضرورة كتاب من تأليف الدكتور يوسف القرضاوي.
لقد وجدت في هذا العصر الكثير من الطروحات الوضعية التي أراد أصحابها من خلالها أن يوجدوا حلولاً لهذا العصر، ولكن جميع هذه الطروحات فشلت في تحقيق هذا الهدف على جميع المستويات. إذاً لا بد من الحل الإسلامي من خلال ضرورته ومعالمه وشروطه والمكاسب من ورائه وسبل تحقيقه وأمور أخرى في الموضوع.

## بينات الحل الإسلامي وشبهات العلمانيين والمتغربين
بينات الحل الإسلامي.. وشبهات العلمانيين والمتغربيين كتاب من تأليف الدكتور يوسف القرضاوي، من سلسلة حتمية الحل الإسلامية (9).

## موقف الإسلام من الإلهام والكشف والرؤى والتمائم والكهانة والرقي
موقف الإسلام من الإلهام.. والكشف.. والرؤى.. والتمائم.. والكهانة.. والرقي كتاب من تأليف الدكتور يوسف القرضاوي، من سلسة نحو وحدة فكرية للعاملين للإسلام (3)

## الإيمان والحياة
الإيمان والحياة كتاب من تأليف الدكتور يوسف القرضاوي.
الإيمان أعظم قضية مصيرية بالنسبة لإنسان، إنها سعادة الأبد أو شقوته. ومن هنا كان للإيمان الأهمية البالغة في حياة الإنسان ومصيره، وجاء هذا الكتاب ليدرس قضية الإيمان من نواح مختلفة مثل حدود الإيمان، وآثاره في حياة الفرد، إضافة إلى دوره في الحياة الاجتماعية وغير ذلك مما يتعلق بهذا الموضوع.

## العبادة في الإسلام
بعد الكتاب ثاني مؤلفات القرضاوي، وتعود طبعته الأولى إلى عام 1960م. يدور موضوع الكتاب في ترشيد الأمة وتوجيهها، وتصويب بعض المعتقدات الخاطئة وتصحيحها.

## الخصائص العامة للإسلام
الخصائص العامة للإٍسلام كتاب لمؤلفه الدكتور يوسف القرضاوي
منذ أن جاء الإسلام منذ حوالي 1400 سنة، يقوم بتزويد الناس بأساس صلب ملائم لجميع الظروف في جميع الأزمان إلي يوم القيامة. ويشرح هذا الكتاب الخصائص المتعددة للإسلام والتي تتوافق مع نشاطاتنا اليومية المرتبطة بعبادة الله وتلقي الضوء علي التوازن بين الشعائر والنشاطات اليومية وجعلهما جزءا من العبادة. ويؤيد الشيخ يوسف القرضاوي توافق الخصائص الإسلام مع العالم الحالي الذي نعيشه ويؤكد علي أن الإسلام يعد آلية للحياة تصلح في أي مكان وزمان.

## مدخل لمعرفة الإسلام
مدخل لمعرفة الإسلام مقوماته ..خصائصه.. أهدافه.. مصادره كتاب من تأليف الدكتور يوسف القرضاوي
هذا الكتاب نافذة على الإسلام، ومدخل للتعريف به، لمن لايعرفه، أو يعرفه معرفة قاصرة أو مشوهة، وتذكير وتأكيد لمن يعرفه، حيث جاء فيه تعريف بمقوماته الأساسية، وخصائصه العامة، وأهدافه الرئيسية، ومصادره المعصومة، بالإضافة إلى بيان الحاجة إلى الدين وخاصة الإسلام.

## الإسلام .. حضارة الغد
الإسلام حضارة الغد كتاب من تأليف الدكتور يوسف القرضاوي العالم والفقيه الكبير. يوضح هذا الكتاب أن الوقت في حياة المسلم هو نتيجة لما تعلمناه من يوضح هذا الكتاب أنه يوجد في عالم اليوم من يزعم أن الإسلام لا يمكنه التعامل مع الحياة الحديثة. يقف وراء هذا الزعم كُتَّأباً من الغرب ومن العالم الإسلامي المتعلمن، إنهم يزعمون أن الإسلام ينبغي أن يُحدد فقط داخل المسجد وليس في المجتمع عامة، ونتيجة لذلك فإن المسلمين الذين ينادون بجعل الإسلام منهج شامل يشمل جميع نواحي الحياة غالباً ما يجدوا أنفسهم متهمين وتلصق بهم تهم الإرهاب. إن هذا الكتاب بالإضافة إلى أعمال أخرى هو نداء لتجديد وتنشيط المنهج الإسلامي في العصر الحديث.

## جيل النصر المنشود
جيل النصر المنشود كتاب من تأليف الدكتور يوسف القرضاوي
الإسلام بتعالميه ومعتقداته، بعث أمة من رعاة الغنم وعباد الصنم، فكون منهم «جيل» قام بنشر الحق والعدل بين الناس، وأخرجهم من ظلمات الجهالة، إلي نور الإيمان، ومن ذل الاستكانة، الي العزة والكرامة .. وظلت هذه الرسالة يتوارثها «جيل» عن «جيل» حتي وفدت إلينا الأفكار الدخيلة والغريبة عن الإسلام والمسلمين - من علمانية ملحدة - أو شيوعية كافرة.
وهذا الكتاب «جيل النصر المنشود» يحدد المعالم والموصفات «لجيل» يتجاوز العشوائية، ويكفر بالغوغائية، ويحتكم إلي الحقائق. ويراعي قوانين الله في كونه، كما يراعي أحكامه في شرعه «جيل» يؤمن بالعلم ويحترم العقل ويرفض الخرافة، تعلم من القرأن والسنة أن التفكير فريضة .. وأن طلب العلم جهاد، ولهذا فهو يتعلم قبل أن يعمل، ويفكر قبل أن يحكم .

## خطب الشيخ القرضاوي
خطب الشيخ القرضاوي كتاب يجمع خطب الشيخ يوسف القرضاوي قام بجمعه وإعداده الشيخ خالد السعد. صدر منه عدة أجزاء في سنوات متعاقبة.

## كلمات في الوسطية ومعالمها
كلمات في الوسطية ومعالمها كتاب من تأليف الدكتور يوسف القرضاوي ضمن سلسة «كتاب الأمة الوسط» التي يصدرها المركز العالمي للوسطية بالكويت، يشرح فيه مفهوم الوسطية ومزاياها وفوائدها ومظاهر وسطية الإسلام وصلة الشيخ بالوسطية ويشرح كيف أن الوسطية هي حبل النجاة للأمة الإسلامية والعربية، ويوضح الشيخ معالم الوسطية حتي لا يدعي منهج الوسطية من لا يفقهه ولا يعيه.

## الإمام الغزالي بين مادحيه وناقديه
الإمام الغزالي بين مادحيه وناقديه كتاب من تأليف الدكتور يوسف القرضاوي عن الإمام أبي حامد محمد بن محمد الغزالي.
إن الإمام الغزالي لهو أحد عمالقة الفكر والتجديد في تراثنا الإسلامي، إنها عبقرية فقد أنبتتها تربة الحضارة الإسلامية الخصبة، وهذه دراسة تلقي الضوء على شخصية الغزالي وعلمه وفلسفته وفكره، وتستقرئ آراء المادحين والناقدين لهذا الإمام وتكشف عن الموقف الصواب من ذلك.

## الشيخ أبو الحسن الندوي كما عرفته
الشيخ أبو الحسن الندوي كما عرفته كتاب من تأليف الدكتور يوسف القرضاوي عن الشيخ أبي الحسن الندوي مؤسس الجماعة الإسلامية في الهند

## عالم وطاغية
عالم وطاغية كتاب من تأليف الدكتور يوسف القرضاوي.
مسرحية من ثلاثة فصول، جديدة في صورتها، قديمة في موضوعها، إذ تعرض هذه المسرحية لحادثة حصلت في العهد الأموي بين عالم وهو سعيد بن جبير، وطاغية وهو الحجاج بن يوسف الثقفي والتي كان في نهايتها أن قتل الحجاج سعيد بن جبير وبعد ذلك بأيام مات الحجاج.

## الإسلام والفن
الإسلام والفن كتاب من تأليف الدكتور يوسف القرضاوي

نقلا عن الشيخ يوسف القرضاوي: 

## الأقليات الدينية والحل الإسلامي
الأقليات الدينية والحل الإسلامي هو كتاب من تأليف الدكتور يوسف القرضاوي
, سلسلة رسائل ترشيد الصحوة (7)

## القدس قضية كل مسلم
القدس قضية كل مسلم كتاب من تأليف الدكتور يوسف القرضاوي

## ظاهرة الغلو في التكفير
ظاهرة الغلو في التكفير كتاب من تأليف الدكتور يوسف القرضاوي.
لقد ظهرت في هذا العصر الكثير من الأفكار المتشددة ومن بينها الفكر التكفيري والمغالات فيه إلى حد تكفير الأمة كلها، وهذا الكتاب يعالج هذه الظاهرة، ويبين الأخطار الناتجة عنها، وحكم تكفير الناس، كل ذلك في ضوء ما جاءت به الشريعة، وفقه الواقع.

## مع أئمة التجديد ورؤاهم في الفكر والإصلاح
مع أئمة التجديد ورؤاهم في الفكر والإصلاح التربية السياسية عند الإمام حسن البنا
في أخر إصداراته «مع أئمة التجديد ورؤاهم في الفكر والإصلاح» تناول الأستاذ الدكتور يوسف القرضاوي التربية السياسية الإسلامية عند الإمام حسن البنا وذلك بمناسبة مرور ثلاثون عاما على استشهاد الإمام وخمسون عاما على تأسيس جماعة الإخوان المسلمين.

## البابا والإسلام
البابا والإسلام كتاب من تأليف الدكتور يوسف القرضاوي
جاءت كلمات البابا في محاضرة مُعدَّة مدروسة، تُلقى على أكاديميين مُعتبرين، في جامعة مُحترمة، من أستاذ مُتخصص، ويعي ويعني ما يقول. فكان علينا نحن أن نردَّ على الإساءة للإسلام، ردُّنا علميا موضوعيا موثَّقا بالأدلَّة من الإسلام وتاريخ أمته، وكتاب القوم المقدس أيضا.

## السنة والبدعة
السنة والبدعة كتاب من تأليف الدكتور يوسف القرضاوي
ما معنى السنّة وما معنى البدعة ؟ ما الفرق بين الابتداع في الدين والابتداع في الدنيا؟ ماهي أقسام البدعة؟ لماذا شدد الإسلام في أمر البدعة؟ هذه الرسالة تجيب على هذه التساؤلات في ضوء نصوص الشريعة الإسلامية وأقوال أهل العلم.

## لماذا الإسلام
لماذا الإسلام كتاب من تأليف الدكتور يوسف القرضاوي.
رسالة بمثابة الإجابة على هذا السؤال: لماذا الإسلام؟ لماذا ندعو الناس وأنفسنا إلى الإسلام؟ حيث يجيب المؤلف على هذا السؤال من منطلقات ثلاثة: منطلق عقائدي، ومنطلق تاريخي، ومنطلق واقعي، وكيف أن كل هذه المنطلقات تحتم علينا العودة إلى الإسلام.

## لكي تنجح مؤسسة الزكاة في التطبيق المعاصر
لكي تنجح مؤسسة الزكاة في التطبيق المعاصر كتاب من تأليف الدكتور يوسف القرضاوي
في الواقع المعاصر لم يعد هناك بيت للمال يعم جميع المسلمين في العالم، وإنما أصبحت هناك مؤسسات للزكاة في مختلف بلاد المسلمين. وهذه الرسالة تحتوي على جملة نصائح كحسن الإدارة وحسن التوزيع وتوسيع قاعدة إيجاد الزكاة ونصائح أخرى من أجل إنجاح مؤسسة الزكاة في العالم الإسلامي.

## الحكم الشرعي في ختان الإناث
الحكم الشرعي في ختان الإناث كتاب من تاليف الدكتور يوسف القرضاوي يناقش فيه الأدلة الشرعية في الإسلام عن قضية ختان الإناث.

## خطابنا الإسلامي في عصر العولمة
خطابنا الإسلامي في عصر العولمة كتاب من تأليف الدكتور يوسف القرضاوي.

## رعاية البيئة في شريعة الإسلام
رعاية البيئة في شريعة الإسلام هو كتاب من تأليف الدكتور يوسف القرضاوي.

## اقرأ أيضاً
- يوسف القرضاوي

## وصلات خارجية
- موقع الدكتور يوسف القرضاوي
- القرضاوي ومنهجه ومؤلفاته، موقع ببليو إسلام
- قائمة مؤلفات الشيخ القرضاوي، القرضاوي نت
- كتب القرضاوي مترجمة إلى اللغة الإنجليزية والفرنسية نسخة محفوظة 14 مايو 2009 على موقع واي باك مشين.
- كتب القرضاوي علي جوجل الكتب
- ملصخ كتاب «موجبات تغير الفتوى» للدكتور يوسف القرضاوي